# Ojingeo
Pour la série télévisée qui s’inspire du jeu, voir Squid Game.
Ojingeo (hangeul : 오징어) ou jeu du calmar est un jeu enfantin d'origine coréenne qui se joue en deux équipes à l'aide d'un dessin tracé au sol. Ce dessin est la représentation schématique d'un calmar, d'où le surnom du jeu.

## Règles
Le jeu se joue en deux équipes, les défenseurs et les attaquants. Les attaquants se positionnent à l'extérieur du dessin et doivent y pénétrer, le traverser par le centre jusqu'à atteindre la tête du calamar alors que les défenseurs positionnés à l'intérieur doivent leur barrer la route et les repousser en dehors de la figure. Les attaquants ont pour malus de traverser le dessin à cloche-pied mais peuvent utiliser leurs deux jambes une fois la défense traversée. Les défenseurs n'ont pas de malus. La partie se termine lorsqu'un attaquant a touché la tête du calamar ou quand les défenseurs ont poussé tous leurs opposants hors du calamar,.

## Dans la culture
Le jeu est popularisé en 2021 avec la diffusion de la série télévisée sud-coréenne Squid Game (오징어 게임 en version originale) sur Netflix et qui remporte un grand succès dans de très nombreux pays.